# Cantó de Longwy
El cantó de Longwy és un cantó francès del departament de Meurthe i Mosel·la, situat al districte de Briey. Compta amb el municipi de Longwy.

## Municipis
- Longwy

## Història
| Data d'elecció                           | Identitat         | Partit                     | Qualitat |
| ---------------------------------------- | ----------------- | -------------------------- | -------- |
| 1945-1949                                | Jean Lafont       | SFIO                       |          |
| 1949-196.                                | Georges Lejeune   | RPF, després divers droite |          |
| 196.-1967                                | M. Grein          | UDR                        |          |
| 1967-1973                                | Bogdan Politanski | PCF                        |          |
| 1973-1994                                | Jules Jean        | PCF                        |          |
| 1994-2001                                | Jean-Paul Durieux | PS                         |          |
| 2001-                                    | Christian Ariès   | Divers gauche              |          |
| les dades anteriors no són pas conegudes |                   |                            |          |
|                                          |                   |                            |          |

## Demografia
| A partir de 1990: Població sense dobles comptes |